# Troglophyes aubryi
Troglophyes aubryi es una especie de escarabajo del género Troglophyes, familia Leiodidae. Fue descrita por Henri Coiffait en 1953. Se encuentra en Francia.

## Subespecies
Se reconocen las siguientes:
- T. a. aubryi
- T. a. vallierensis